# Estádio Municipal Waldomiro Wagner
Estádio Municipal Waldomiro Wagner – stadion piłkarski, w Paranavaí, Parana, Brazylia, na którym swoje mecze rozgrywa klub Atlético Clube Paranavaí.
Pierwszy gol: Raí (Brasil)